# Giovanni VI di Anhalt-Zerbst
Giovanni VI di Anhalt-Zerbst (Zerbst, 24 marzo 1621 – Zerbst, 4 luglio 1667) è stato principe di Anhalt-Zerbst dal 1621 al 1667.

## Biografia
Fu figlio del principe Rodolfo di Anhalt-Zerbst e della sua seconda moglie, la principessa Maddalena di Oldenburg.
Ricevette un'educazione rigidamente protestante, data anche la forte presenza della madre nella sua vita, donna pia e devota. La sua signoria si estese anche alle città di Zerbst, Coswig e Wittenberg. Dal 1633 fu anche reggente per il conte Antonio Günther di Oldenburg.
Il suo governo fu prevalentemente improntato sull'esaltazione della riforma luterana, in tutte le sue forme e in particolare nella propaganda degli ideali del clero riformato.
Nel 1642, assieme a Konrad Balthasar Pichtel e a Joachim von Böselager, aderì alla Società dei Carpofori, un circolo letterario fondato dal principe Luigi I di Anhalt-Köthen.
Morì nel 1667 a Zerbst.

## Matrimonio e figli
Giovanni sposò la principessa Sofia Augusta di Holstein-Gottorp (1630−1680), figlia del principe Federico III di Holstein-Gottorp.
Da questo matrimonio nacquero 12 figli, la maggior parte dei quali morti in tenera età:
- Giovanni Federico (1650–1651)
- Giorgio (1651–1652)
- Carlo Guglielmo (1652–1718)
- Antonio (1653–1714), sposò Augusta di Biberstein (1659–1736)
- Giovanni Adolfo (1654–1726)
- Giovanni Luigi I (1656–1704), sposò Cristina di Zeutsch (1666–1669)
- Gioacchino Ernesto(1657–1658)
- Magdalena (1658–1659)
- Federico (1660–1660)
- Edvige (1662–1662)
- Sofia Augusta (1663–1694), sposò Giovanni Ernesto III di Sassonia-Weimar (1664–1707)
- Augusto (1666–1667).

## Ascendenza
|                              |                        |                                   | Genitori                               |  |  | Nonni |  |  | Bisnonni                    |  |  | Trisnonni |  |
|                              |                        |                                   |                                        |  |  |       |  |  | Giovanni V di Anhalt-Zerbst |  |  | …         |  |
|                              |                        |                                   |                                        |  |  |       |  |  | Giovanni V di Anhalt-Zerbst |  |  | …         |  |
|                              |                        | …                                 |                                        |  |  |       |  |  | Giovanni V di Anhalt-Zerbst |  |  |           |  |
| Gioacchino Ernesto di Anhalt |                        |                                   |                                        |  |  |       |  |  | Giovanni V di Anhalt-Zerbst |  |  |           |  |
|                              |                        | Margherita di Brandeburgo         | Gioacchino I di Brandeburgo            |  |  |       |  |  |                             |  |  |           |  |
|                              |                        | Margherita di Brandeburgo         | Gioacchino I di Brandeburgo            |  |  |       |  |  |                             |  |  |           |  |
|                              |                        | Margherita di Brandeburgo         | Elisabetta di Danimarca                |  |  |       |  |  |                             |  |  |           |  |
| Rodolfo di Anhalt-Zerbst     |                        | Margherita di Brandeburgo         |                                        |  |  |       |  |  |                             |  |  |           |  |
|                              |                        | Cristoforo di Württemberg         | Ulrico di Württemberg                  |  |  |       |  |  |                             |  |  |           |  |
|                              |                        | Cristoforo di Württemberg         | Ulrico di Württemberg                  |  |  |       |  |  |                             |  |  |           |  |
|                              |                        | Cristoforo di Württemberg         | Sabina di Baviera                      |  |  |       |  |  |                             |  |  |           |  |
| Eleonora di Württemberg      |                        | Cristoforo di Württemberg         |                                        |  |  |       |  |  |                             |  |  |           |  |
|                              |                        | Anna Maria di Brandeburgo-Ansbach | Giorgio di Brandeburgo-Ansbach         |  |  |       |  |  |                             |  |  |           |  |
|                              |                        | Anna Maria di Brandeburgo-Ansbach | Giorgio di Brandeburgo-Ansbach         |  |  |       |  |  |                             |  |  |           |  |
|                              |                        | Anna Maria di Brandeburgo-Ansbach | Edvige di Münsterberg-Oels             |  |  |       |  |  |                             |  |  |           |  |
| Giovanni VI di Anhalt-Zerbst |                        | Anna Maria di Brandeburgo-Ansbach |                                        |  |  |       |  |  |                             |  |  |           |  |
|                              | Antonio I di Oldenburg | Giovanni V di Oldenburg           |                                        |  |  |       |  |  |                             |  |  |           |  |
|                              | Antonio I di Oldenburg | Giovanni V di Oldenburg           |                                        |  |  |       |  |  |                             |  |  |           |  |
|                              | Antonio I di Oldenburg | Anna di Anhalt-Zerbst             |                                        |  |  |       |  |  |                             |  |  |           |  |
| Giovanni VII di Oldenburg    | Antonio I di Oldenburg |                                   |                                        |  |  |       |  |  |                             |  |  |           |  |
|                              |                        | Sofia di Sassonia-Lauenburg       | Magnus I di Sassonia-Lauenburg         |  |  |       |  |  |                             |  |  |           |  |
|                              |                        | Sofia di Sassonia-Lauenburg       | Magnus I di Sassonia-Lauenburg         |  |  |       |  |  |                             |  |  |           |  |
|                              |                        | Sofia di Sassonia-Lauenburg       | Caterina di Brunswick-Lüneburg         |  |  |       |  |  |                             |  |  |           |  |
| Maddalena di Oldenburg       |                        | Sofia di Sassonia-Lauenburg       |                                        |  |  |       |  |  |                             |  |  |           |  |
|                              |                        | Günther XL di Schwarzburg         | Enrico XXXI di Schwarzburg-Blankenburg |  |  |       |  |  |                             |  |  |           |  |
|                              |                        | Günther XL di Schwarzburg         | Enrico XXXI di Schwarzburg-Blankenburg |  |  |       |  |  |                             |  |  |           |  |
|                              |                        | Günther XL di Schwarzburg         | Maddalena di Hohnstein                 |  |  |       |  |  |                             |  |  |           |  |
| Elisabetta di Schwarzburg    |                        | Günther XL di Schwarzburg         |                                        |  |  |       |  |  |                             |  |  |           |  |
|                              |                        | Elisabetta di Isenburg-Ronneburg  | Filippo di Isenburg-Ronneburg          |  |  |       |  |  |                             |  |  |           |  |
|                              |                        | Elisabetta di Isenburg-Ronneburg  | Filippo di Isenburg-Ronneburg          |  |  |       |  |  |                             |  |  |           |  |
|                              |                        | Elisabetta di Isenburg-Ronneburg  | …                                      |  |  |       |  |  |                             |  |  |           |  |
|                              |                        | Elisabetta di Isenburg-Ronneburg  |                                        |  |  |       |  |  |                             |  |  |           |  |